# Кован кая (Долно Черковище)
Вижте пояснителната страница за други значения на Кован кая.
Кован кая (в превод от местен турски диалект наименованието означава Пчелната скала) е праисторически култов комплекс, който в по-късните епохи е преизползван от древните траки, който се намира южно от село Долно Черковище в Източните Родопи.
Мястото е обявено за природна забележителност през 1972 г. Комплексът се намира в района на средното течение на река Арда, в землищата на селата Пчелари и Долно Черковище. Районът, в който се намира комплексът е богат на археологически обекти - в близост е тракийското светилище Аул кая, както и други праисторически обекти като Хамбар кая, Бейгир кая и култовите комплекси в землищата на село Орешари и Пчелари.

## Местонахождение
Кован кая се намира в едноименната местност в землището на село Долно Черковище, област Хасково. Намира се в долината на река Арда, в непосредствена близост до шосето, свързващо Хасково с Крумовград. Северозападно от скалата, в местността „Аул кая“, се намира и скално светилище използвано от древните траки. В близост до двата обекта е изграден информационен център, който е бил финансиран по европейска програма и в момента не функционира.

## Описание и особености
Комплексът включва 110 броя изсечени в скалата трапецовидни ниши и изкуствена пещера, чието предназначение не е установено. В по-ранните изследвания на обекта, тя е била тълкувана като гробница, но няма научни доказателства за това твърдение.
Трапецовидните ниши са ориентирани основно на юг и югоизток, но има и такива, обърнати на запад и северозапад. Освен вертикално разположени, в скалния комплекс има и единични хоризонтални правоъгълни ниши. Обектите са изсечени в коренни вместващи скали - порести вулкански туфи с кисел състави и мека карбонатна спойка. Нишите са разположени на левия бряг на река Арда при с. Долно Черковище на скалния масив Кован кая. Личат бермите в десния й край, които обясняват начина на изкопаване на нишите – изработката на нишите е започвала в обработената скала, достигната с бермите и след това последователно премахване на подхода (бермата). Те са недостъпни и видими отдалеч.